# Don Dracula
Don Dracula (ドン・ドラキュラ?, Don Dorakyura) è un manga scritto e disegnato da Osamu Tezuka a partire dal 28 maggio 1979 serializzato fino al 10 dicembre 1979 sulla rivista Weekly Shōnen Champion, della casa editrice Akita Shoten. In Italia è stato pubblicato da Ronin Manga in 3 volumi nel 2011 e da J-Pop in due volumi nel 2019. Dal fumetto è stata tratta una serie televisiva animata giapponese prodotta dalla Tezuka Productions in soli 8 episodi, che reinterpreta in chiave demenziale le avventure del Conte Dracula.

## Trama
Il Conte Dracula dopo aver vissuto per anni in Transilvania è venuto ad abitare a Tokyo con la figlia Chocolat e si è inserito nella vita giapponese. La figlia va al liceo, ma è costretta a frequentare le scuole serali perché essendo un vampiro non sopporta la luce del sole. Ed è proprio per questo particolare che il terribile dottor Helsing, perennemente a caccia di vampiri, che si è fatto assumere nella scuola come insegnante, riesce ad individuarla e a scoprire quindi anche il padre.
Intanto il Conte Dracula, piuttosto imbranato, ha l'estrema necessità di bere il sangue di giovani vergini, ma ogni volta che esce nelle vie della città per questo scopo, rimane coinvolto in numerose strane avventure causate dal fatto che gli abitanti non credono ai vampiri, e non riesce mai nel suo intento.

## Personaggi
Don Dracula (ドン・ドラキュラ伯爵?, Don Dorakyura hakushaku, lett. "Conte Don Dracula")
Doppiato da: Kenji Utsumi (ed. giapponese), Bruno Cattaneo (ed. italiana)
Il protagonista della serie. Ogni sera esce per nutrirsi del sangue di giovani e belle ragazze ma per via degli approcci sbagliati e delle continue intromissioni da parte degli altri personaggi, non riuscirà mai nel suo intento, finendo per essere costretto a nutrirsi di scorte di sangue surgelato.
Chocolat (チョコラ?, Chokora, Ciocolla nell'edizione italiana dell'anime)
Doppiata da: Saeko Shimazu (ed. giapponese), Francesca Rossiello (ed. italiana)
La dolce figlia di Don Dracula. Viene iscritta dal padre in un liceo serale in quanto essendo anche lei una vampira non può sopravvivere alla luce del Sole. Riesce ad integrarsi perfettamente con gli esseri umani e si innamora di un suo compagno di classe.
Prof. Van Helsing (リップ・ヴァン・ヘルシング教授?, Rippu Van Herushingu kyōju, lett. "Professor Rip Van Helsing")
Doppiato da: Junpei Takiguchi (ed. giapponese), Mino Caprio (ed. italiana)
È un famigerato cacciatore di vampiri, nonché eterno rivale di Don Dracula, che si è infiltrato nella scuola di Chocolat nel ruolo di professore per scoprire l'identità della figlia del vampiro.
Igor (イゴール?, Igōru, Izuru nell'edizione italiana dell'anime)
Doppiato da: Takao Ooyama (ed. giapponese), Bruno Cattaneo (ed. italiana)
Fedele servitore di Don Dracula.
Ayazu (コウモリ安兵衛?, Kōmori Yasubē, lett. "Pipistrello Yasubē")
Doppiato da: Kaneta Kimotsuki (ed. giapponese), Alessio Cigliano (ed. italiana)
È un pipistrello antropomorfo che appare esclusivamente nell'anime. Non ha un ruolo attivo nella storia e compare esclusivamente in diversi cambi scena, dove commenta alcune situazioni.

## Media

### Manga
Il manga è stato scritto da Osamu Tezuka e serializzato dal 28 maggio al 30 dicembre 1979 sulla rivista Weekly Shōnen Champion edita da Akita Shoten. In seguito i vari capitoli sono stati raccolti in tre volumi tankōbon, pubblicati tra il 5 febbraio ed il 9 aprile 1980.
In Italia è stato pubblicato da Kappa Edizioni sotto l'etichetta Ronin Manga a cadenza mensile nella collana Manga Nostalgia dal 16 aprile al 30 giugno 2011. Una riedizione ad opera di J-Pop, più grande dell'originale contenente tutti i capitoli in due volumi, è stata pubblicata dal 29 maggio al 26 giugno 2019.

#### Volumi
| Nº | Data di prima pubblicazione | Data di prima pubblicazione | Data di prima pubblicazione | Data di prima pubblicazione |
| Nº | Giapponese                  | Giapponese                  | Italiano                    | Italiano                    |
| -- | --------------------------- | --------------------------- | --------------------------- | --------------------------- |
| 1  | 5 febbraio 1980             | ISBN 978-4-253-03678-8      | 16 aprile 2011              | ISBN 978-88-7471-355-4      |
| 2  | 4 marzo 1980                | ISBN 978-4-253-03679-5      | 31 maggio 2011              | ISBN 978-88-7471-355-4      |
| 3  | 9 aprile 1980               | ISBN 978-4-253-03680-1      | 30 giugno 2011              | ISBN 978-88-7471-356-1      |

### Anime
Un adattamento anime prodotto dallo studio d'animazione Tezuka Productions e diretto da Masamune Ochiai, è stato trasmesso in Giappone su TV Tokyo dal 5 al 26 aprile 1982 per un totale di otto episodi. La serie animata segue abbastanza fedelmente il manga, anche se alcune situazioni sono state un po' alterate. Le sigle sono rispettivamente Paradise Dracula (パラダイスドラキュラ?, Paradaisu Dorakyura) di Kenji Utsumi e Koorogi '73 (apertura) e Otōsan wa kyūketsuki (お父さんは吸血鬼?) di Yoshimi Niikura (chiusura).
In Italia la serie è stata trasmessa su diverse televisioni locali mantenendo le sigle originali giapponesi.

#### Episodi
| Nº | Titolo italiano Giapponese 「Kanji」 - Rōmaji - Traduzione letterale                                                                                                | In onda        | In onda |
| Nº | Titolo italiano Giapponese 「Kanji」 - Rōmaji - Traduzione letterale                                                                                                | Giapponese     |         |
| 1  | Arriva Don Dracula 「ドラキュラ殺しがやってきた」 - Dorakyura goroshi ga yatteki ta – "Ecco che arriva il killer di Dracula"                                        | 5 aprile 1982  |         |
| 2  | La grotta dei vampiri 「ヤバイゼ!吸血鬼ツアー」 - Yabaize! Kyūketsuki tsuaa – "Rischioso! Il tour dei vampiri"                                                      | 12 aprile 1982 |         |
| 3  | Patto col diavolo 「悪魔に魂を売った巨人」 - Akuma ni tamashii o ut ta kyojin – "Il gigante che ha venduto la sua anima al diavolo"                                 | 19 aprile 1982 |         |
| 4  | Bambole viventi 「襲撃!ヌード怪人たち」 - Shūgeki! Nūdo kaijin tachi – "Attacco! Mostri nudi"                                                                       | 26 aprile 1982 |         |
| 5  | Il commercio di Dracula 「大成功!?カンニング大作戦」 - Dai seikoo!? Kanningu dai sakusen – "Grande successo!? Il piano paralizzante"                                | -              |         |
| 6  | Il mistero dello spirito della scuola 「怪奇!学習塾に住む幽霊」 - Kaiki! Gakushū juku ni sumu yūrei – "Strano! Un fantasma che vive in una scuola di apprendimento" | -              |         |
| 7  | Libertà perduta 「同じ命だパンダも虎も」 - Onaji inochi da panda mo tora mo – "Anche il panda e la tigre sono vite preziose"                                        | -              |         |
| 8  | Dracula dal dentista 「にんにく・十字架・歯医者も怖い」 - Ninniku jūjika haisha mo kowai – "Paura dell'aglio, della croce e del dentista"                           | -              |         |